# نشست بین کره‌ای آوریل ۲۰۱۸
نشست درون کره‌ای ۲۰۱۸، در روز ۲۷ آوریل ۲۰۱۸، در منطقه امنیتی مشترک و در قسمت متعلق به کره جنوبی، بین مون جه-این، رئیس‌جمهور کره جنوبی و رهبر معظم کره شمالی، کیم جونگ-اون برگزار گردید. این سومین نشست درون کره‌ای و نخستین آن‌ها در طول یازده سال گذشته‌است. همچنین در این نشست، برای نخستین بار پس از پایان یافتن جنگ کره در ۱۹۵۳، یک رهبر کره شمالی وارد خاک کره جنوبی می‌شود؛ رئیس‌جمهور مون نیز برای مدت کوتاهی در خاک کره‌شمالی توقف نمود. دستور این نشست بر برنامهٔ سلاح‌های هسته‌ای کره شمالی و خلع سلاح هسته‌ای شبه جزیره کره تمرکز دارد.

## جایگاه نشست

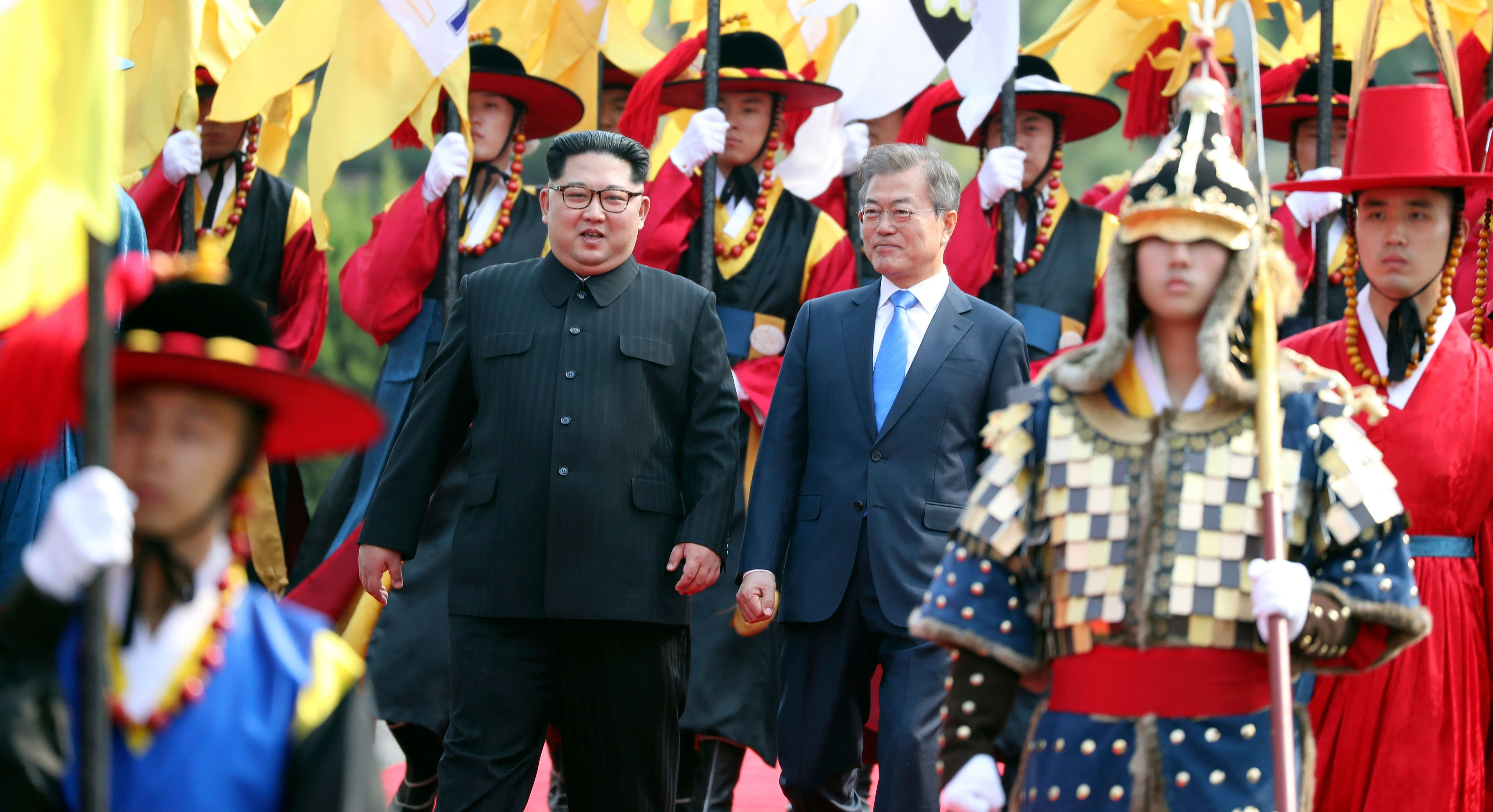
کیم جونگ-اون و مون جائه-این گارد افتخاری ارتش کره جنوبی را بررسی می کنند

از میان گزینه‌های پیشنهادی کره جنوبی، خانه صلح بوسیلهٔ کره شمالی برای برگزاری نشست مورد پذیرش قرار گرفت؛ این جایگاه در ناحیه جنوبی خط جداساز نظامی دوکره در منطقه امنیتی مشترک پانمونجوم قراردارد.

## برنامهٔ نشست سران

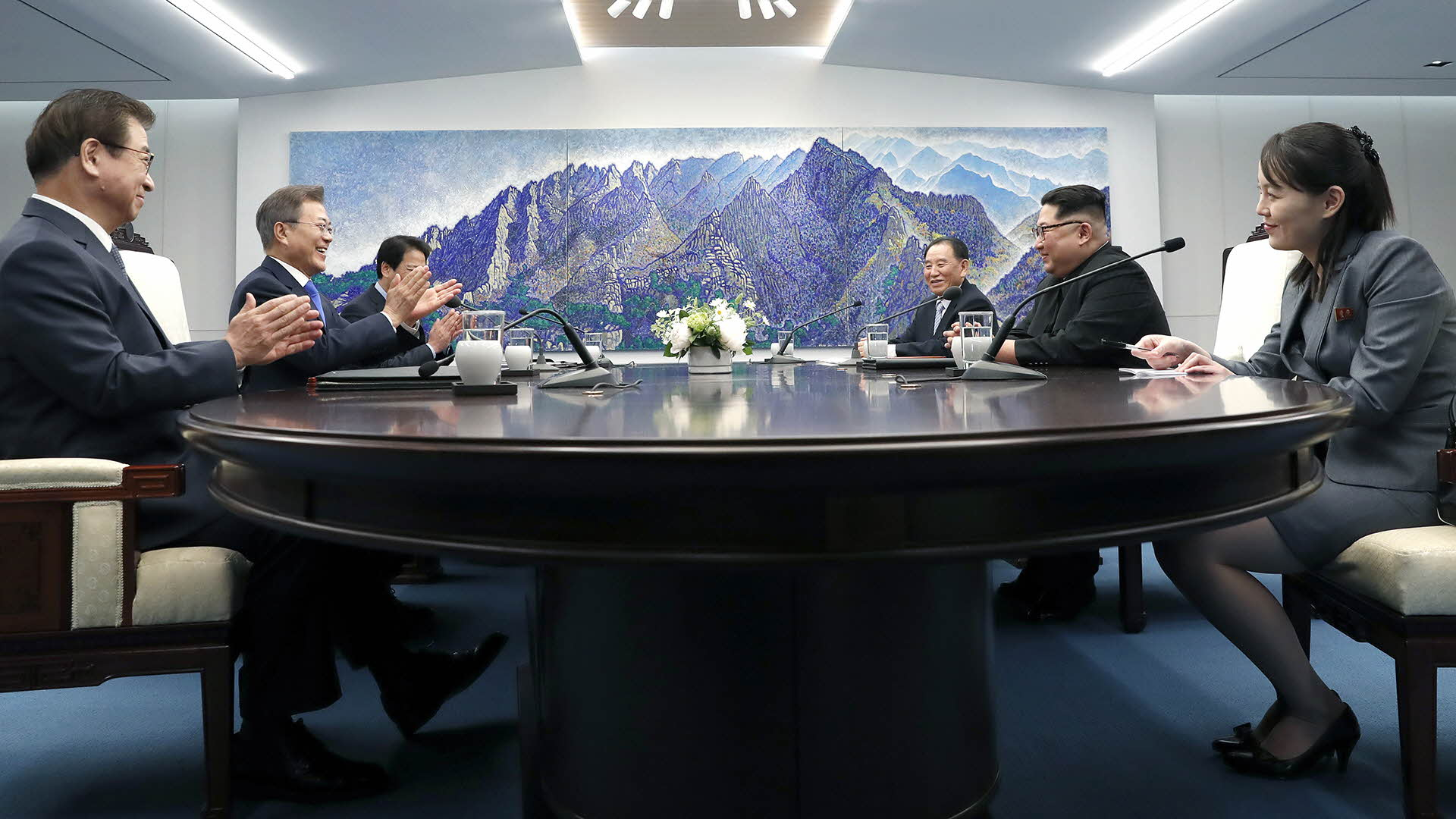
گفتگوها در خانه صلح

مقامات بلندپایه دوکره، جلسه‌ای کاری را در ۴ آوریل برای گفتگو در مورد جزئیات نشست در خانه صلح برگزار کردند. این نشست عمدتاً برای خلع سلح هسته‌ای و برای بهبود روابط بین دوکره برای تأمین منافع دوسویه برگزار گردیده‌است. گرچه بیش از ۲۰۰ سازمان مردم‌نهاد خواستار گنجاندن مشکلات حقوق بشری کره شمالی در نشست بین کره‌ای ۲۰۱۸ شدند اما مشکلات حقوق بشری کره شمالی، در میان برنامهٔ نشست قرار نگرفت زیرا موضوع بسیار مهمتر و فوری، خلع سلح هسته‌ای و برقراری صلح در شبه جزیره کره در دستور کار نشست بود.

## کنفرانس مطبوعاتی مشترک

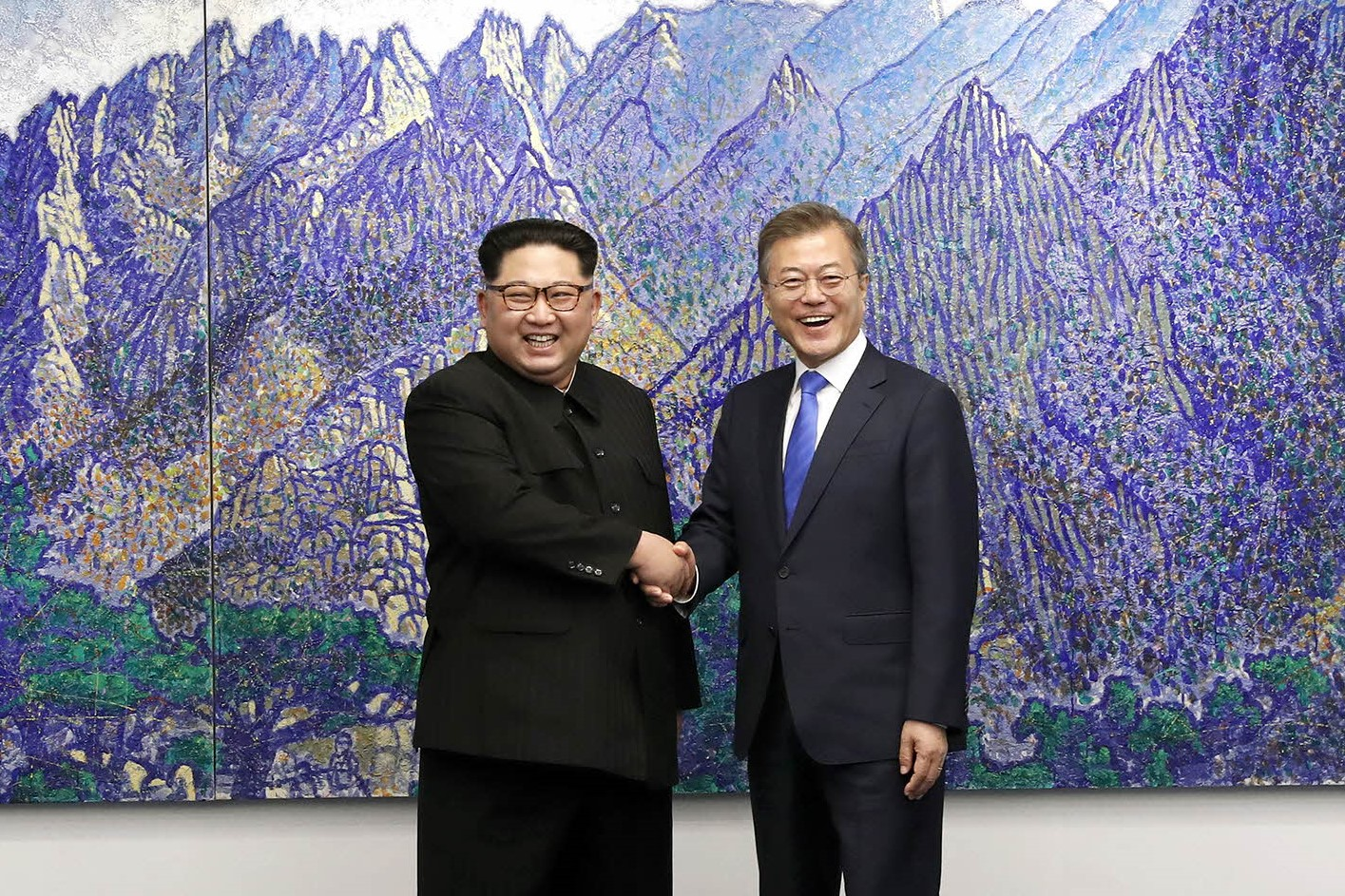
دست دادن کیم جونگ-اون و مون جه-این درون خانه صلح

در کنفرانس مطبوعاتی مشترک رهبر کره شمالی، کیم جونگ-اون و رئیس‌جمهور کره جنوبی، مون جه-این، اعلام نمودند به خلع سلاح هسته‌ای، شبه‌جزیره کره متعهد هستند و نیز تمایل خود برای اتحاد مجدد کره و توقف تمام صورت‌های رؤیایی نظامی بین دوکره را اعلام نمودند. این کنفرانس صلح به صورت زنده در تلویزیون کره جنوبی پخش می‌شد، برخلاف کره شمالی که پوشش خبری مستقیمی از این نشست ارائه نمی‌داد؛ زیرا سیاست این کشور برمبنای پخش زندهٔ رویدادهایی که رهبرش در آن شرکت دارد، قرار ندارد.

در پی این نشست، رهبران به افزایش ارتباطات، میان یکدیگر متعهد شدند و همچنین قرار بر دیدار مون جه-این از پیونگیانگ در پاییز همین سال گذاشته شد. 

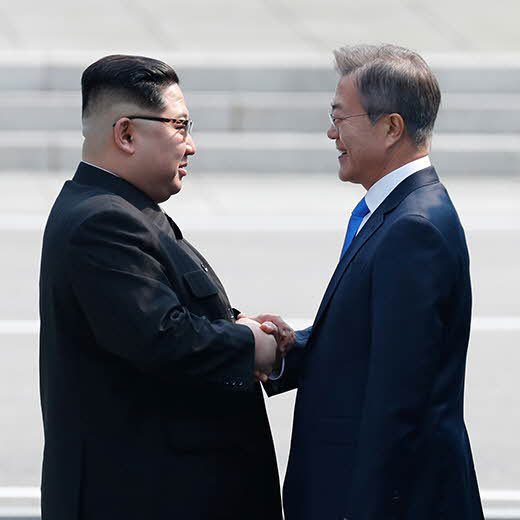
دست دادن کیم و مون در ابتدای نشست